# Hásteinsvöllur
L'Hásteinsvöllur è un impianto sportivo sull'isola di Heimaey nell'arcipelago delle Vestmannaeyjar, in Islanda. È principalmente usato per gli incontri di calcio ed è utilizzato dalle squadre dell'IBV Vestmannaeyja, maschili e femminili.
L'impianto ha una capacità di 3 000 posti di cui 1 000 a sedere (480 sulla tribuna coperta centrale e 520 scoperti sulla tribuna di fronte) e 2 000 in piedi e sui terrapieni erbosi.